# UWC Atlantic
Das United World College Atlantic (kurz Atlantic College) ist ein internationales Internat in Wales. Es ist das älteste der achtzehn United World Colleges. Sechzehn- bis achtzehnjährige Schüler aus ungefähr 80 Nationen legen nach zwei Schuljahren das International Baccalaureate ab.

## Geschichte
1956 wurde Kurt Hahn (u. a. Gründer der Schulen in Salem und Gordonstoun) als Redner an das NATO-Verteidigungskolleg eingeladen. Dort erlebte er die Kooperation und Freundschaft von Menschen aus Ländern, die noch vor kurzem im Zweiten Weltkrieg verfeindet gewesen waren. Hahn hatte die Idee, junge Menschen auf ähnliche Art und Weise zusammenzubringen, um so die Feindseligkeit des Kalten Krieges zu überwinden. Die Jugendlichen sollten alt genug sein, um schon in ihrer jeweiligen Kultur verwurzelt zu sein, aber noch offen für neue Ideen. Schüler aus allen Ländern sollten nach ihrer akademischen Leistungen, sozialem Engagement und persönlichen Leistungen und unabhängig von finanziellen Mitteln oder ihrem jeweiligen sozialen, politischen, kulturellen, religiösen und ethnischen Hintergrund ausgewählt werden.
Gefördert durch großzügige Spenden (u. a. durch den französischen Kaufmann Antonin Besse) und inspiriert von Hahns Ideen gelang es 1960 einer Gruppe um Rear Admiral Desmond Hoare und Air Marshal Sir Lawrance Darvall, das St. Donat’s Castle, ein Schloss in Wales, zu erwerben und dort 1962 das Atlantic College zu eröffnen und nach Hahns Konzepten zu betreiben.
Das Atlantic College war 1968 eine der ersten sieben Schulen weltweit und die erste im Vereinigten Königreich, die einem internationalen Lehrplan folgte. 1971 war Atlantic College die erste Schule weltweit, die das International Baccalaureate als alleinigen Abschluss einführte. Am College wurden und werden dabei auch neue Fächer, wie Environmental Systems, World Religion oder Peace and Conflict Studies entwickelt.

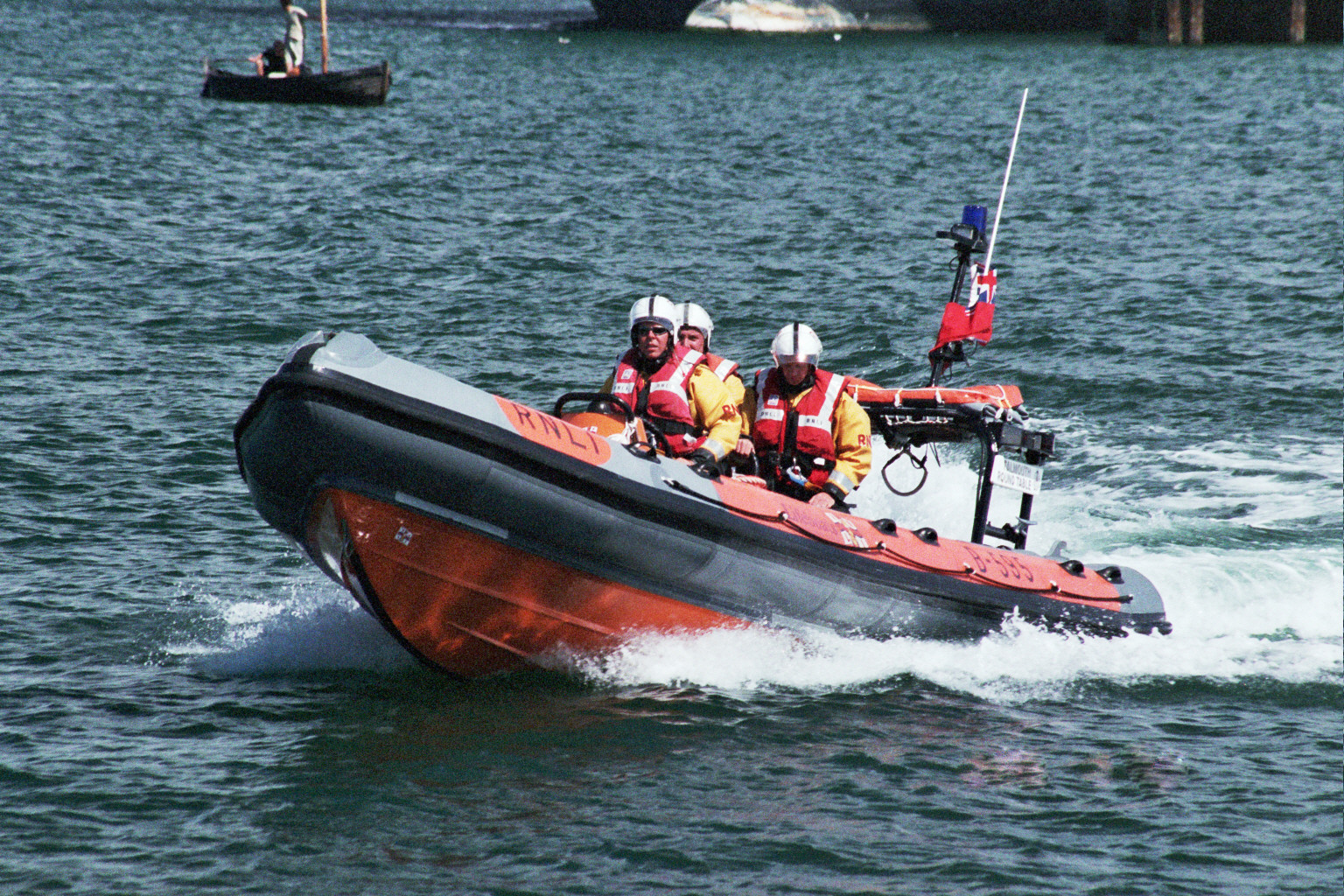
Atlantic-class-21-Rettungsboot

Das Atlantic College trieb die Entwicklung der freiwilligen Rettungsdienste in Großbritannien maßgeblich voran. 1963 wurde eine der ersten neun küstennahen Rettungsboot-Stationen (ILB stations) der Royal National Lifeboat Institution (RNLI) am Atlantic College eröffnet. Die Rettungsboote wurden und werden bis heute von Lehrern und Schülern des Colleges besetzt.
Unter der Leitung des damaligen Schulleiters Rear Admiral Desmond Hoare wurden schnelle Rettungsboote für den küstennahen Einsatz entwickelt. Die Bezeichnung der heutigen RNLI Rettungsboote (B class Atlantic) reflektiert diesen Entwicklungsbeitrag. Auch der erste weibliche Kapitän der RNLI war eine Schülerin des Atlantic College.

## Lage und Campus

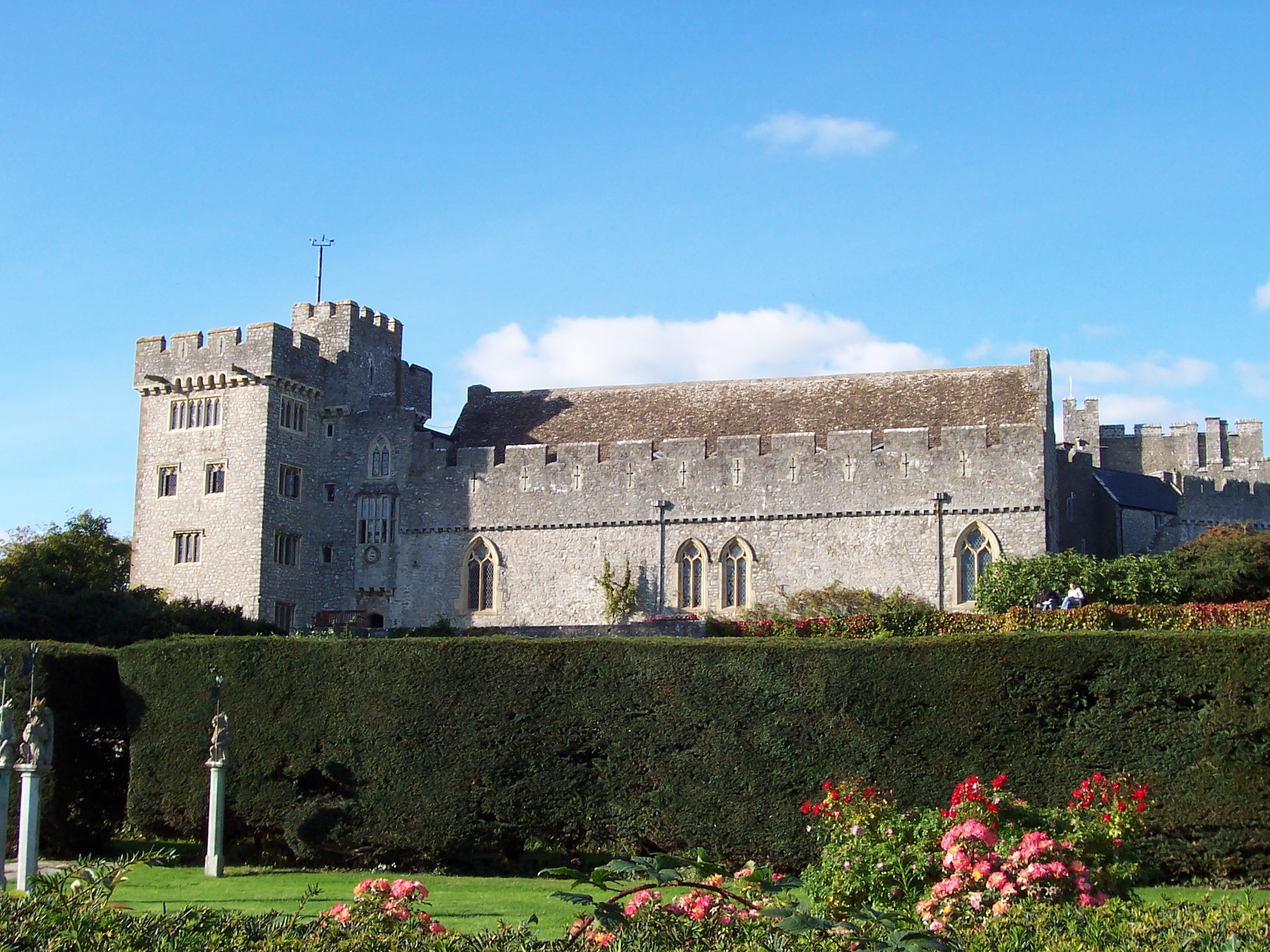
Blick aufs Schloss

Die Schule ist an der walisischen Atlantikküste gelegen, eine halbe Stunde Autofahrt von Cardiff. Das Herzstück des Colleges bildet das im 12. Jahrhundert erbaute St. Donat’s Castle. Auf dem 60 Hektar großen Campus befinden sich u. a. sieben Internatsgebäude, in denen jeweils 40 Jugendliche aus verschiedenen Ländern von „Houseparents“ betreut zusammen leben und lernen.

## Schulkonzept
Die Mehrheit der Schüler des Atlantic College sind Stipendiaten, die aufgrund nachgewiesenen sozialen Engagements, ihrer Offenheit für andere Kulturen und schulischer Leistungen durch ihre jeweiligen nationalen Komitees ausgewählt werden. Das akademische Niveau ist hoch und die Prüfungsergebnisse im International Baccalaureate der Absolventen liegen regelmäßig weit über dem internationalen Durchschnitt.
Es wird wie an allen United World Colleges sehr viel Wert auf außerschulisches Engagement, interkulturelles Verständnis und soziale Verantwortung gelegt, sei es in einem der obligatorischen Dienste (typisch für Atlantic College sind seine drei Seenotrettungsdienste) oder bei der Vielzahl von Aktivitäten, die von den Schülern selbst organisiert werden. Viele Absolventen fühlen sich Atlantic College ein Leben lang verbunden.

## Bekannte Ehemalige
- Wolf Christian Schröder (* 1947), deutscher Schriftsteller, Dramatiker, Lyriker, Übersetzer und Drehbuchautor
- Sir Howard Newby (* 1947), Rektor (Vice Chancellor) der University of Liverpool, Präsident der British Association for the Advancement of Science[10]
- Martin Hellwig (* 1949), Professor für Volkswirtschaftslehre und ehemaliger Vorsitzender der Monopolkommission
- Pentti Kouri (1949–2009), finnischer Professor für Wirtschaftswissenschaften an den Universitäten in Stanford und Yale, Investmentmanager und Kunstsammler[11]
- Marjan Šetinc (* 1949), slowenischer Politiker und Botschafter u. a. in UK und Polen
- Jorma Ollila (* 1950), finnischer Unternehmer, ehemaliger CEO und Chairman von Nokia, derzeit Non-Executive Chairman von Royal Dutch Shell and Nokia[12][13]
- Seppo Honkapohja (* 1951), Vorstandsmitglied der finnischen Zentralbank, Professor für Internationale Makroökonomie an der University of Cambridge[14][15].
- Ulrich Köstlin (* 1952), deutscher Wirtschaftsjurist, Manager in der Pharmaindustrie und Kunstsammler
- Chris Morgan (1952–2008), walisischer Journalist der BBC[16]
- Hansjörg Haber (* 1953), deutscher Diplomat und u. a. von 2015 bis 2016 Delegationsleiter (Botschafter) der Europäischen Union in der Türkei.[17]
- Kari Blackburn (1954–2007), Regional Executive Editor Africa und Middle East beim BBC World Service[18]
- Aernout Van Lynden (* 1954), ehemaliger Kriegsberichterstatter im Middle East, Balkan für SKYnews
- Hakeem Belo-Osagie (* 1955), nigerianischer Investor und ehemaliger Vorstandsvorsitzender der United Bank for Africa[19]
- Spyros Niarchos (* 1955), griechischer Reederei-Erbe
- Luis Argudín (* 1955), mexikanischer Maler und Prof. für die Theorie der Kunst.
- Fernando Alonso (Luftfahrtingenieur) (* 1956), spanischer Leiter der Airbus Test Flight Division (Crewmitglied des A380 Erstflugs)[20][21]
- Jonathan Michie (* 1957), Director des Department for Continuing Education und Präsident des Kellogg Colleges, University of Oxford und Gründer des Manchester United supporters´ trust[22]
- Pedro Alonso (* 1959), Gründer des Manhica Center of Health Research in Mosambik, Director des Barcelona Center for International Health Research und Vorsitzender des Lenkungsausschusses für die Malaria Eradication Research Agenda[23][24]
- Julie Payette (* 1963), kanadische Astronautin (1982)[25]
- Maren R. Niehoff (* 1963), Hochschullehrerin, Judaistin, Althistorikerin
- Didier Stainier (* 1963), belgischer Entwicklungsbiologe und seit 2012 Direktor am Max-Planck-Institut für Herz- und Lungenforschung
- Willem-Alexander (* 1967), König der Niederlande[26]
- Johannes Brandrup (* 1967), deutscher Schauspieler[27]
- Eluned Morgan (* 1967), walisische Politikerin, Mitglied des Europäischen Parlaments (1994–2009, 1994 als jüngstes Mitglied), seit 2024 First Minister von Wales
- Saba Douglas-Hamilton (* 1970), kenianische Naturschützerin, Dokumentarfilmerin und Fernsehmacherin[28]
- Hanno Kube (* 1970), deutscher Rechtswissenschaftler
- Jakob von Weizsäcker (* 1970), deutscher Ökonom und Politiker
- Wangechi Mutu (* 1972), kenianische Künstlerin[29]
- Louise Leakey (* 1972), kenianisch-britische Paläoanthropologin
- Andreas Loewe (* 1973), deutscher Dompropst der Pauluskathedrale, Australien, Musikhistoriker und Theologe
- Felicitas von Lovenberg (* 1974), deutsche Journalistin, Literaturkritikerin und Schriftstellerin, Ressortleiterin „Literatur und Literarisches Leben“ der FAZ[30]
- Erik Varden OCSO (* 1974), norwegischer katholischer Theologe, Bischof von Trondheim
- Paula Edda Klein (* 1995), deutsch-britische Schauspielerin[31]
- Elisabeth von Belgien (* 2001), Kronprinzessin von Belgien[32]
- Alexia der Niederlande (* 2005), Prinzessin der Niederlande[33]
- Leonor von Spanien (* 2005), Kronprinzessin von Spanien[34]